# 증공

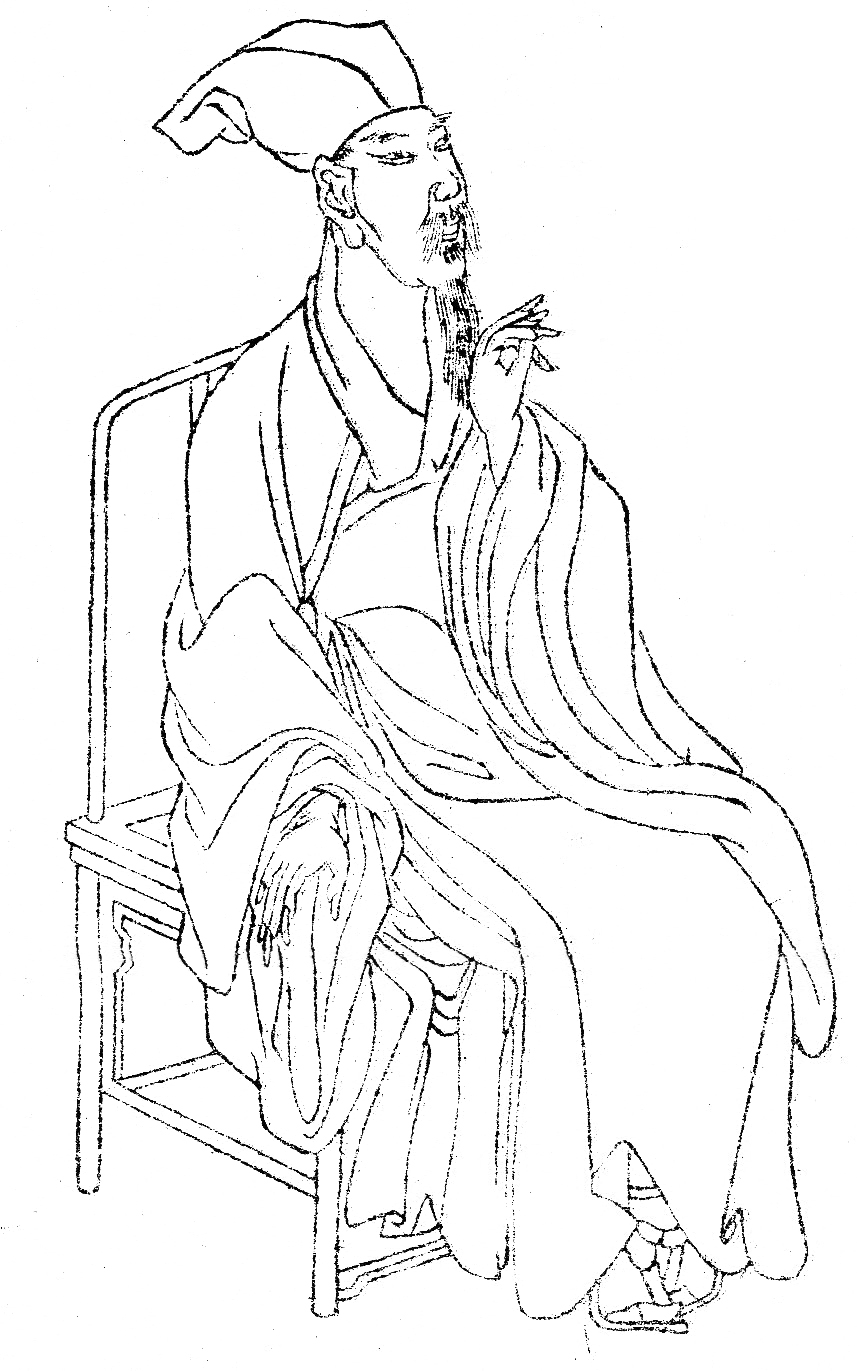
증공·『만소당화전』

증공(曾鞏, 1019년-1083년)은 북송의 산문가이다. 자는 子固(자고), 시호는 文定(문정). 建昌(건창) 南豊(남풍)에서 출생. 왕안석(王安石)·유종원(柳宗元)·한유(韓愈)·소순(蘇洵)·소식(蘇軾)·소철(蘇轍)·구양수(歐陽修)와 더불어 당송팔대가로 일컬어지며 증조(曾肇)·증포(曾布)·증우(曾紆)·증굉(曾紘)·증협(曾協)·증돈(曾敦)과 더불어 南豐七曾(남풍칠증)으로도 일컬어진다. 세상에서 南豐先生(남풍선생)으로 불리기도 했다.

## 소전
建昌(건창) 南豊(남풍)[현, 江西省(강소성) 南豊縣(남풍현)] 출신. 12세 때에 『六論(육론)』을 썼다. 1057년에 구양수가 주최한 과거에 형제지간인 소식·소철과 함께 급제한 후 문풍(文風)을 일신하게 해서 명성을 얻었다. 太平州(태평주) 司法参軍(사법참군)을 거쳐 중앙에 들어가 編校史館書籍(편교사관서적;중앙도서관)·館閣校勘(관각교감)·集賢校理(집현교리)·英宗實錄檢討官(영종실록검토관)이 됐다. 지방에 다시 나와서 越州(월주)·通州(통주)의 通判(통판), 齊州(제주)·襄州(양주)·洪州(홍주)·福州(복주)·明州(명주)·亳州(박주) 등의 知州(지주)를 역임했고 부임지마다 민중의 안녕 유지와 행복 증진을 꾀하는 행정에 마음을 잘 써서 치적을 올렸다. 제주(齊州)의 지주(知州)로서 임기를 마치고 떠나려 할 때, 민중이 그 훌륭한 공적(功績)을 애석히 여겨 교량을 파괴해 폐문한 채 증공을 내보내지 않으려고 해서 밤을 틈 타 간신히 떠났다. 이어 判三班院事(판삼반원사)로 재직 시, 국가의 재정이 근년에 들어 팽창하는 사태를 우려해 상주(上奏)하여 경비(經費)를 반드시 삭감(削減)해야 한다고 역설했다. 인종은 그 의견을 기꺼이 듣고서 “五朝(오조)의 치적은 증공의 판단이 옳다”라고 하면서 史館修撰(사관수찬)에 제수했다. 1082년에 中書舎人(중서사인)을 거쳐 익년 4월에 죽었다.
먼 혈통의 인척 관계에 있는 왕안석과는 1041년경에 직접 알게 된 이후 평생에 걸쳐 친하게 사귀었다. 동생인 曾布(증포)는 新法黨(신법당)의 유력한 일원이었지만, 증공 자신은 新法(신법)을 비판하는 태도를 보였다. 왕안석에게 간절한 편지를 직접 송부해 그 반성을 재촉하기도 한다. 수수한 인품이 이유의 하나가 되어 官界(관계)에는 그다지 출세하지 못했고 그 산문도 화려는 부족하지만, 끈기 있고 결실한 의론(議論)의 전개가 특징으로, 청 대 桐城派(동성파)의 고문가(古文家)인 姚鼐(요내)는 “증공(曾公)은 능히 그 단점으로 하는 곳을 피해 어기지 않는다”라고 평한다. 南豐七曾(남풍칠증)의 일원이자 당송팔대가의 일원으로서 서발(序跋)·잡기(雑記) 류에 우수한 작품이 많고 고대 서적 정리·교감에 종사하던 시기의 작품인 『戰國策目錄序(전국책목록서)』가 유명하다. 시문집에 『元豊類藁(원풍류고)』 50권·『續元豊類藁(속원풍류고)』 40권·『隆平集(융평집)』 30권이 있다.
고전적(古典籍)의 교정(校訂)과 보전에도 노력하고 현존하는 『전국책』 33편본은 증공이 재교정을 시행한 텍스트이다.

## 관련 도서
- 『譯註 唐宋八大家文抄 曾鞏』, 譯註 宋基采, 전통문화연구회, 2011년 7월 15일, ISBN: 9788991720626

## 가고문헌
- 당송팔대가